# Bahnhof Erftstadt
Der Bahnhof Erftstadt ist der Personenbahnhof der Stadt Erftstadt (Nordrhein-Westfalen) und in Verbindung mit Parkplatz und Buslinien der wichtigste Verkehrsknoten und Verknüpfungspunkt der Stadt. Der Bahnhof liegt an der Eifelstrecke (Kalscheuren – Ehrang) und wird von den Bahnlinien RE 12, RE 22 und RB 24 angefahren, welche von Trier über Kall bis zum Kölner Hauptbahnhof im 30-Minuten-Takt verkehren. Während der Hauptverkehrszeiten wird der Takt erhöht, morgens Richtung Köln und abends von Köln. Bis 1990 hieß der Bahnhof bahnamtlich Liblar.

## Lage
Das Bahnhofsareal liegt am südöstlichen Stadtrand, im südlichen Teil des Stadtbezirks Liblar, zwischen der Villeseenkette im Osten und dem Stadtzentrum Erftstadts im Westen.

## Geschichte
1874 begann die Rheinische Eisenbahn-Gesellschaft (RhE) den Bau des Bahnhofs Liblar. Das Bahnhofsgebäude wurde im Stil des Historismus errichtet.
Am 1. März 1877 wurden in Liblar die ersten rheinischen Briketts gepresst. In der Folge entwickelte sich der Bahnhof Liblar bis 1930 zu einem leistungsfähigen Güterbahnhof mit 72 Gleisen, sieben Stellwerken und einem eigenen Bahnbetriebswerk. Ab 1899 war der Bahnhof auch an die Bahnstrecke Mödrath–Liblar angebunden, die zunächst in Meterspur betrieben wurde und ab 1904 durch Einbau einer dritten Schiene von normalspurigen Zügen befahren werden konnte. Diese Strecke wurde 1965 stillgelegt. Der Bau der Bahnstrecke von Liblar über Rheinbach nach Rech an der Ahr zur Ahrtalbahn im Rahmen einer strategischen Bahn („Ruhr-Mosel-Entlastungslinie“) wurde begonnen, die Strecke aber nie fertig gestellt.
1913 bis 1915 wurden die Staatsbahngleise erhöht und das Empfangsgebäude vergrößert. 1938 wurde der Liblarer Bahnhof aufgrund des stetig wachsenden Bedarfs für den Braunkohle-Export auf 16 Gleise und um zwei Wassertürme erweitert. Um 1960 waren auch die letzten Tagebaue ausgekohlt und damit der Braunkohle-Export in Liblar nicht mehr möglich. In den darauf folgenden Jahren verlor der Bahnhof Liblar an Bedeutung. 1969 kam es im Zuge der Kommunalreform und der daraufhin folgenden Neugliederung des Landkreises Euskirchen zum Zusammenschluss mehrerer Gemeinden (darunter auch Liblar) und der Gründung der Stadt Erftstadt. 1981 wurde das alte Bahnhofsgebäude im Auftrag der Bundesbahn abgerissen. Durch den Ausbau der Eisenbahnstrecke Köln–Trier wurde an derselben Stelle der heutige Bahnhof Erftstadt errichtet. Am 27. Mai 1990 wurde der Bahnhof Liblar in „Erftstadt“ umbenannt. Im September 2014 begann ein großer Umbau, der 145 neue Parkplätze, verbesserten Wetterschutz, eine Toilettenanlage, eine Anhebung der Bahnsteige auf 76 cm und allgemeine Barrierefreiheit gebracht hat.

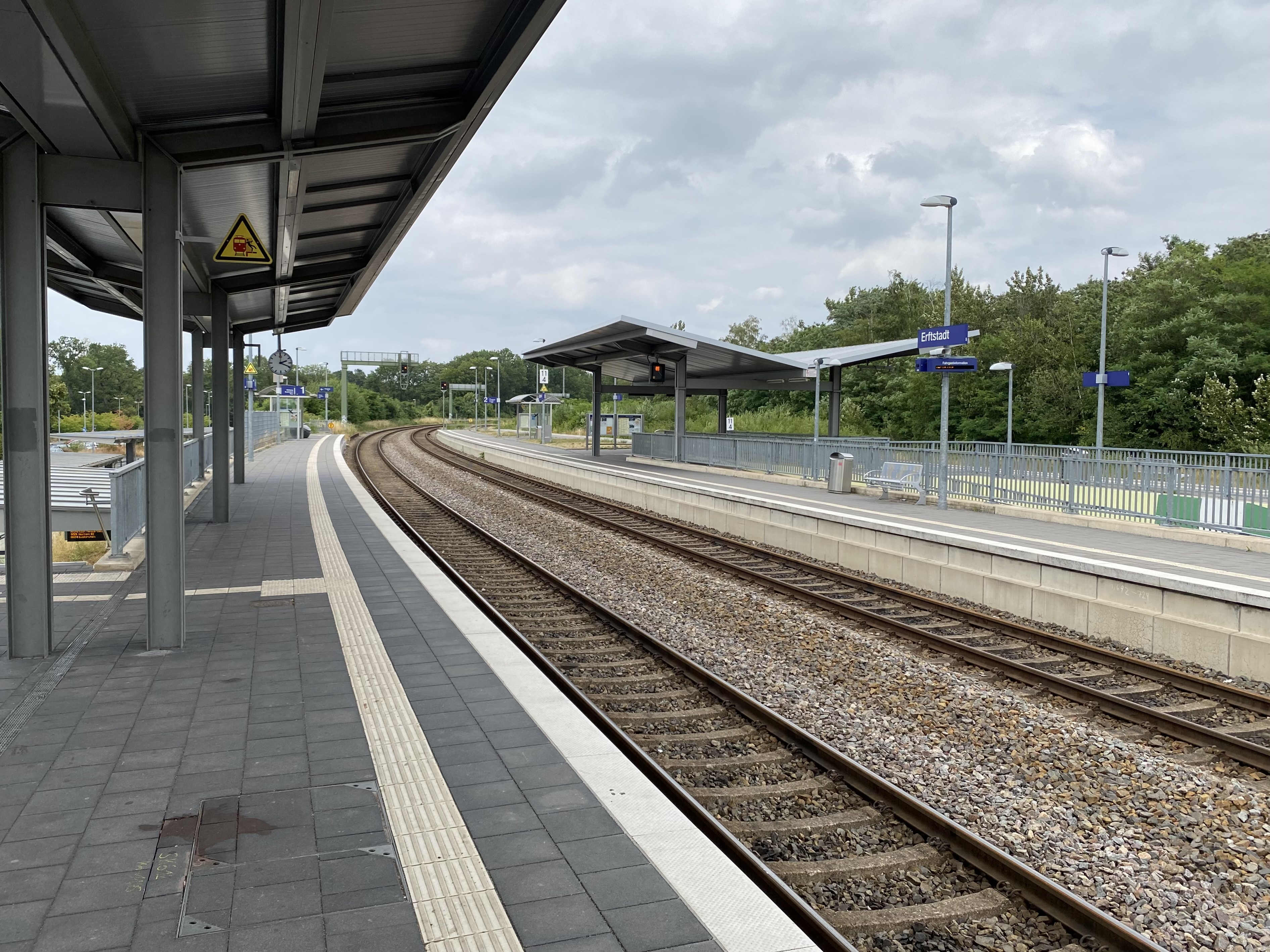
Blick in Fahrtrichtung Köln
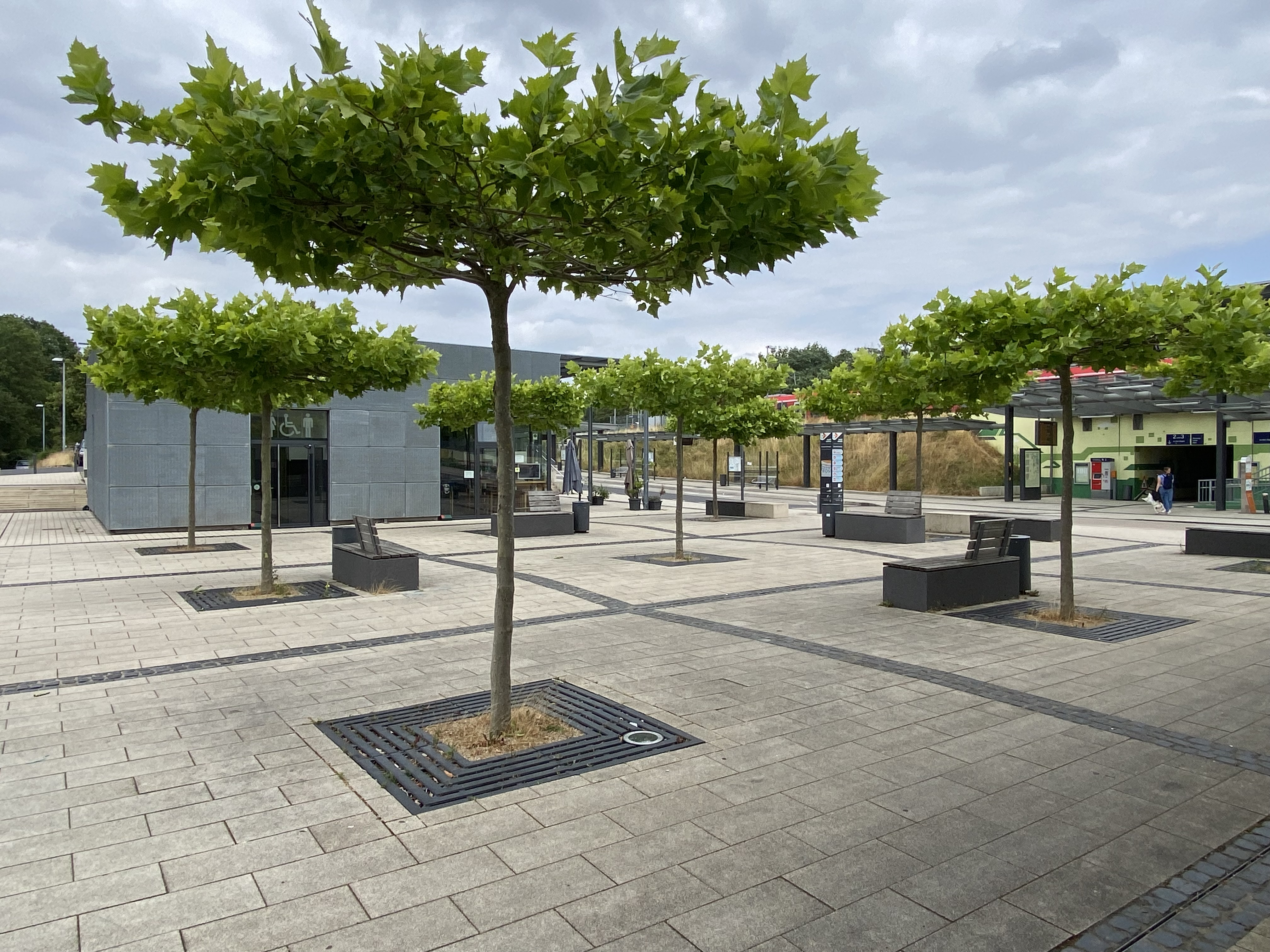
Neugestalteter Vorplatz mit Kiosk und Sanitäranlagen
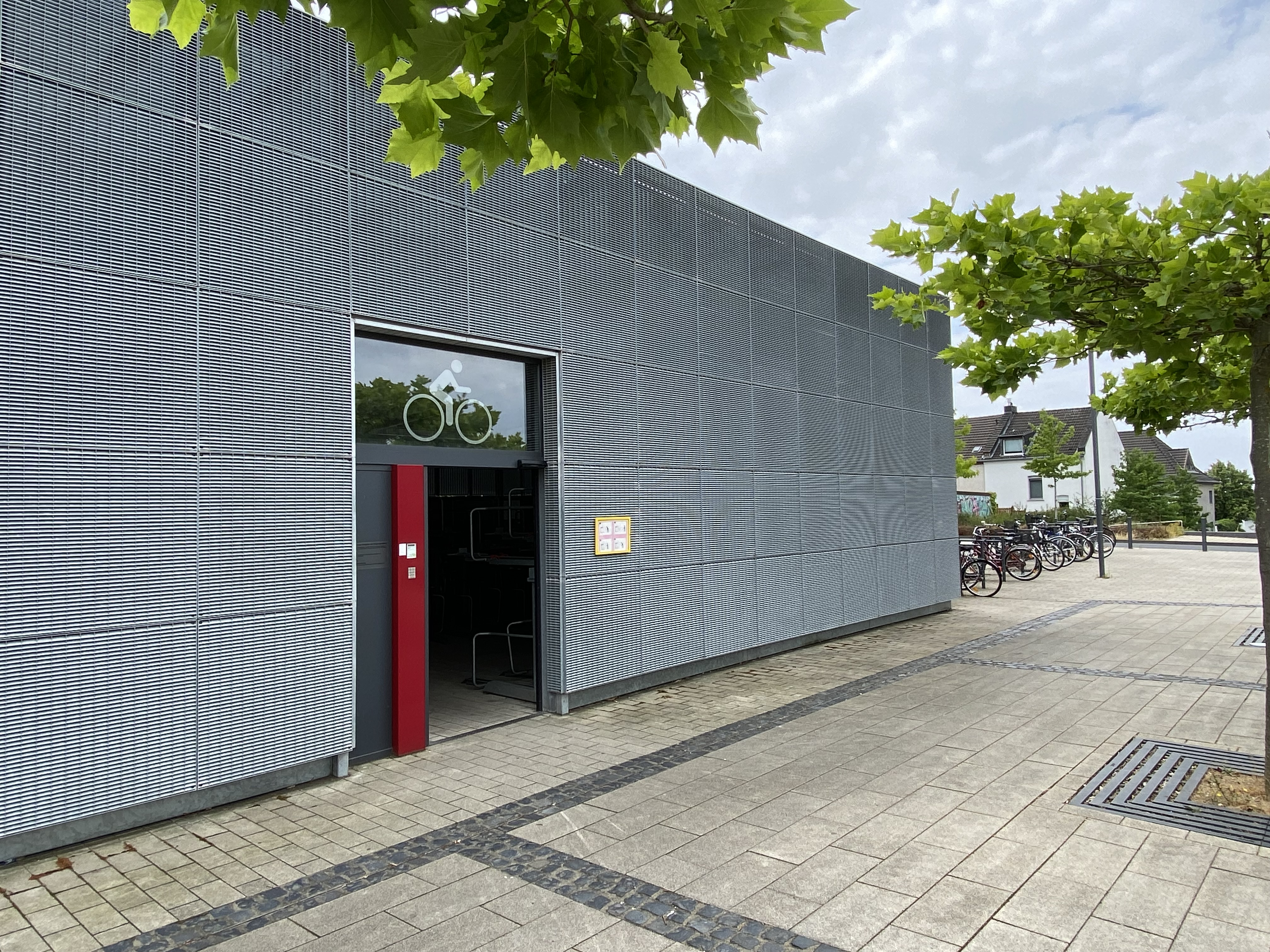
Fahrradparkhaus

## Kleinbahnhof

1968 hatte der Braunkohlenverkehr an Bedeutung verloren

Mit dem Bau der meterspurigen Euskirchener Kreisbahnen (EKB) entstand 1895 vor dem Empfangsgebäude ein eigener Bahnhof, in dem die Personenzüge endeten. Für den Güterverkehr führte von ihm ein Gleis in südliche Richtung, das die Gleise der Staatsbahn kreuzte und zur Grube Donatus führte. Von hier konnten die Güteranlagen auf der östlichen Seite des Staatsbahnhofes erreicht werden.
Die 1898 eröffnete Mödrath-Liblar-Brühler Eisenbahn endete ebenfalls in diesem Bahnhof. Bei der Höherlegung des Staatsbahnhofes wurde dieser Gemeinschaftsbahnhof aufgegeben, er wurde ebenfalls erhöht und hier endeten nur noch die Züge der nun verstaatlichten Strecke von Horrem, während die Züge von Brühl direkt in den Staatsbahnhof eingeführt wurden. Die EKB blieb auf dem bisherigen Niveau und endete neben dem Bahndamm etwas südwestlich des Staatsbahnhofes. Für den Güterverkehr wurde ein Vorbahnhof angelegt, von dem ein Gleis unter der Staatsbahnstrecke hindurch zur Grube Donatus und zum Güterbahnhof führte. Diese Anlagen wurde nach der Stilllegung der EKB entfernt.

## Ausbesserungswerk
An der Strecke nach Mödrath lag ein Eisenbahn-Ausbesserungswerk mit einem kleinen Lokschuppen und Drehscheibe zur Instandsetzung der Kleinbahnfahrzeuge der Westdeutschen Eisenbahn-Gesellschaft. Viele Jahre war Liblar – nach Abriss des Bahnbetriebswerkes – noch eine Außenstelle des Bw Köln Eifeltor.

## Verkehrsbedienung
Der Schienenpersonennahverkehr wird ausschließlich von der DB Regio NRW durchgeführt. Es werden Diesel-Triebwagen der DB-Baureihe 620 und 622 in teilweise gemischter Ein- bis Dreifachtraktion für Geschwindigkeiten bis zu 140 km/h eingesetzt. Aktuell werden jedoch nur maximal drei zweiteilige oder zwei dreiteilige Triebwagen zusammengekoppelt.
| Zuggattung  | Linienverlauf | Takt                                               |
| ----------- | --- | -------------------------------------------------- |
| RE 12       | Eifel-Mosel-Express: Köln Messe/Deutz – Köln Hbf – Köln Süd – (Erftstadt – Weilerswist –) Euskirchen (– Mechernich – Kall – Jünkerath – Gerolstein – Bitburg-Erdorf – Trier Hbf) (aufgrund von Hochwasserschäden längerfristig im Schienenersatzverkehr zwischen Kall und Trier Hbf) Stand: Fahrplanwechsel Dezember 2023 | einzelne Zugpaare                                  |
| RE 22 RB 22 | Eifel-Express: Köln Messe/Deutz – Köln Hbf – Köln West – Köln Süd – Erftstadt – Weilerswist – Euskirchen – Mechernich – Kall – Urft (Steinfeld) – Nettersheim – Blankenheim (Wald) – Schmidtheim – Dahlem (Eifel) – Jünkerath – Lissendorf – Oberbettingen-Hillesheim – Gerolstein (Gattungswechsel RE/RB) – Birresborn – Mürlenbach – Densborn – Usch/Zendscheid – St. Thomas – Kyllburg – Bitburg-Erdorf – Hüttingen – Philippsheim – Speicher – Auw an der Kyll – Daufenbach – Kordel – Ehrang – Pfalzel – Trier Hbf (aufgrund von Hochwasserschäden längerfristig im Schienenersatzverkehr zwischen Kall und Gerolstein) Stand: April 2023 | 60 min                                             |
| RB 24       | Eifel-Bahn: Köln Messe/Deutz – Köln Hbf – Köln West – Köln Süd – Hürth-Kalscheuren – Brühl-Kierberg – Erftstadt – Weilerswist – Weilerswist-Derkum – Euskirchen-Großbüllesheim – Euskirchen – Satzvey – Mechernich – Scheven – Kall (– Urft (Steinfeld) – Nettersheim – Blankenheim (Wald) – Schmidtheim – Dahlem (Eifel) – Jünkerath – Lissendorf – Oberbettingen-Hillesheim – Gerolstein) (aufgrund von Hochwasserschäden längerfristig im Schienenersatzverkehr zwischen Kall und Gerolstein) Stand: April 2023 | 60 min (Köln–Kall) einzelne Züge (Kall–Gerolstein) |

Der Bahnhof verfügt über drei Bahnsteiggleise. Außerdem befinden sich am Bahnhof Parkplätze, ein Fahrradparkhaus und Fahrradstellplätze, Bushaltestellen, ein Taxistand und ein Kiosk. Durch die Bushaltestellen besteht eine direkte Anbindung zu den Buslinien 807, 920, 955, 977, 979 und 990 des Verkehrsverbundes Rhein-Sieg (VRS).
| Linie | Betreiber | Verlauf |
| ----- | --------- | --- |
| 807   | RVK       | Euskirchen Bf – Frauenberg – Oberwichterich / (← Oberelvenich ← Rövenich ← Niederelvenich) – Wichterich – Mülheim – Niederberg – Borr – (Scheuren ← Weiler in der Ebene ← Erp ←) Friesheim – Ahrem – Lechenich – Frauenthal – Liblar – Erftstadt Bf |
| 920   | REVG      | Erftstadt Bf – Liblar – Lechenich – Konradsheim – Dirmerzheim – Gymnich – Kerpen – Sindorf – Horrem Bf |
| 955   | REVG      | Horrem Bf – Türnich – Balkhausen – Brüggen – Kierdorf – Köttingen – Liblar – Erftstadt Bf – Bliesheim – Lechenich |
| 977   | REVG      | Erftstadt Bf – Liblar – Frauenthal – Köttingen – Kierdorf – Brüggen – Balkhausen – Türnich – Frechen Rathaus |
| 979   | REVG      | Hürth-Hermülheim (Stadtbahn) – Liblar – Erftstadt Bf – Frauenthal – Lechenich – (Ahrem → Friesheim →) Erp (– Weiler in der Ebene – Zülpich) |
| 990   | REVG      | Herrig – Lechenich – Blessem (/ Bliesheim –) Erftstadt Bf – Liblar – Brühl Mitte (Stadtbahn) |

Von 2016 bis 2018 wurde der Bahnhof samt Bahnhofsumfeld modernisiert. Hier wurden unter anderem die Bahnsteighöhe angepasst, eine Unterführung errichtet, die Bushaltestellen erneuert und mit digitalen Anzeigen ausgestattet sowie ein größerer Kiosk samt Bahnhofstoilette und ein Fahrradparkhaus gebaut.